# Mohamed Abdoulaye
Mohamed Abdoulaye Oumarou (Agadez, 1º aprile 1991) è un ex calciatore nigerino, di ruolo attaccante.

## Palmarès

### Club

#### Competizioni nazionali
- Campionato di calcio della Repubblica Democratica del Congo: 1

TP Mazembe: 2011

#### Competizioni internazionali
- Supercoppa CAF: 1

TP Mazembe: 2011